# Symplocos magdalenae
Symplocos magdalenae är en tvåhjärtbladig växtart som beskrevs av B. Stahl. Symplocos magdalenae ingår i släktet Symplocos och familjen Symplocaceae. Inga underarter finns listade i Catalogue of Life.